# 南冕座
南冕座是南天小星座，拉丁语原名意为“南边的皇冠”，与北天的北冕座（“北边的皇冠”）对应。南冕座属公元二世纪天文学家克劳狄乌斯·托勒密划分的48个星座，也属国际天文联会承认的88个现代星座。古希腊人眼中的南冕座无关皇冠，而是关联人马座或半人马座的花环，其他文明把南冕座视为乌龟、鸵鸟窝、帐篷，或是蹄兔的居所。
南冕座不及北冕座明亮，但偏亮的恒星组成椭圆形或马蹄形，在夜空颇为显著。鱉六与南冕座β是星座最亮的两颗恒星，均为4.1視星等左右。鳌八是南天球最亮的大熊座W型變星。南冕座坐落在银河系旁，其中尘土飞扬的暗星雲（人称“北冕座分子云”）是恆星形成带，与太阳系只隔430光年，内有许多尚处生命早期的恒星。变星南冕座R和南冕座TY照亮部分暗星云，亮度按周期变化。

## 名称
1922年國際天文聯會确立88个现代星座，南冕座拉丁语名写作。1932年该组织在为各星座制订四字母缩写时把南冕座拉丁语名写成。四字母缩写方案1955年废弃，国际天文联会如今统一采用。

## 简介
南冕座北临人马座、西接天蝎座、南靠望远镜座、西南挨天坛座。1922年，國際天文聯會确定以三字母缩写代指南冕座。比利时天文学家尤金·德爾波特1930年正式划分星座边界，南冕座由四条边组成（见文首信息框）。星座在赤道坐標系統的赤经位于17h 58.3m至19h 19.0m范围，赤纬在−36.77°到−45.52°之间。星座占据128平方度夜空，在88个现代星座排第80，6月30日午夜时分达到中天。南冕座位置偏南，仅北纬53度以南可见，即欧洲南部可见，美国南部更容易观察，但不列颠诸岛看不到。

## 显著特点

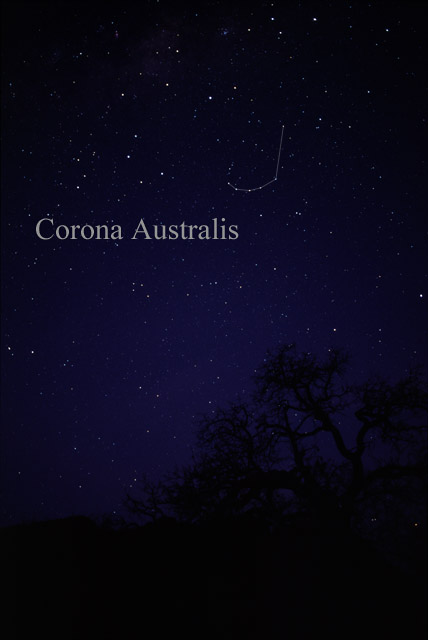
南冕座可用肉眼观测

南冕座光芒黯淡，但恒星组成的形状很容易辩认，有称马蹄形、椭圆形。星座最亮的恒星只达四等星标准，共21颗恒星肉眼可见（亮度不低于5.5视星等）。尼可拉·路易·拉卡伊用希腊字母α至λ为最显眼的11颗星命名，其中“η”代表两颗星，“ι”省略。约翰·波得为5.21视星等、光谱等级G5.5III的黄色恒星起名南冕座μ，本杰明·阿普索普·古尔德也认为该星足够明亮，理应命名，故沿用波得起名。

### 恒星
南冕座只有鱉六拥有国际认可的正式名称“Alfecca Meridiana”，是阿拉伯语星座名与拉丁语“南方”组合而成。阿拉伯语“Alfecca”意为“破碎” ，指南冕座和北冕座的形状。鳖六的名称有时只取后半截“Meridiana”，是距地球约125光年的白主序星，光谱等级A2Va，亮度4.1视星等。鳖六以每秒近两百公里沿赤道高速自转，约14小时就转完一圈。该星像织女星一样紅外過量，表明星体很可能有岩屑盤。鳖六现属主序星，未来会演化为白矮星，现时拥有31倍太陽光度，半径和质量都是太阳2.3倍。南冕座β是离地474光年的4.11视星等橙巨星，光谱等级K0II，形成后已从B型星演化成K型星，光度达太阳730倍，属亮巨星，光度在肉眼可见的K0型恒星里名列前茅。南冕座β已有约亿年历史，拥有43倍太阳半径，4.5到5倍太阳质量。鳖六和南冕座β亮度基本相同，肉眼无法区分。
南冕座不乏知名雙星。鳖七距地球58光年，由两颗以122年轨道周期相互围绕旋转的黄白恒星组成。两星间距从1990年开始加大，用100毫米孔径望远镜就能看出，以61度角相隔1.3弧秒。鳖七的合并视星等为4.2，两颗星体都是5.01视星等、光谱等级F8V的矮恒星。鱉八属大熊座W型變星，这类密接聯星由距离近至几乎接触的恒星组成，还属于食雙星。离地约98光年的鳌八平均亮度4.83视星等，亮度差别幅度0.25视星等，变化周期七小时，光谱等级F4VFe-0.8+。星座最南端的光学双星南冕座η由鱉二（又称南冕座η¹）与南冕座η²组成，两星均为白色且能用肉眼区别，亮度分别是5.1和5.5视星等。南冕座κ是很容易区分的光学双星，南冕座κ¹与鳖十（又称南冕座κ²）分别是6.3和5.6视星等，与地球分别相隔约一千和150光年。两星以359度角相隔21.6弧秒，偏亮的鳖十更接近蓝白色，光谱等级B9V；南冕座κ¹光谱等级A0III。离地202光年的南冕座λ也是双星，需小型望远镜辅助分辨。5.1视星等的白色主星光谱等级A2Vn，与9.7视星等的伴星相隔29.2弧秒并呈214度角。
4.8视星等的鳖三距地球221.7光年，自转速度很快以致氢光谱线条模糊，光谱等级B9V。4.62视星等的黄巨星鳖十一位置偏西，光谱等级G8III。南冕座的RX J1856.5-3754离地140±40秒差距（460±130光年），是直径14公里的孤立中子星。人类一度怀疑该星是奇异夸克星但后来证伪。

### 深空天体

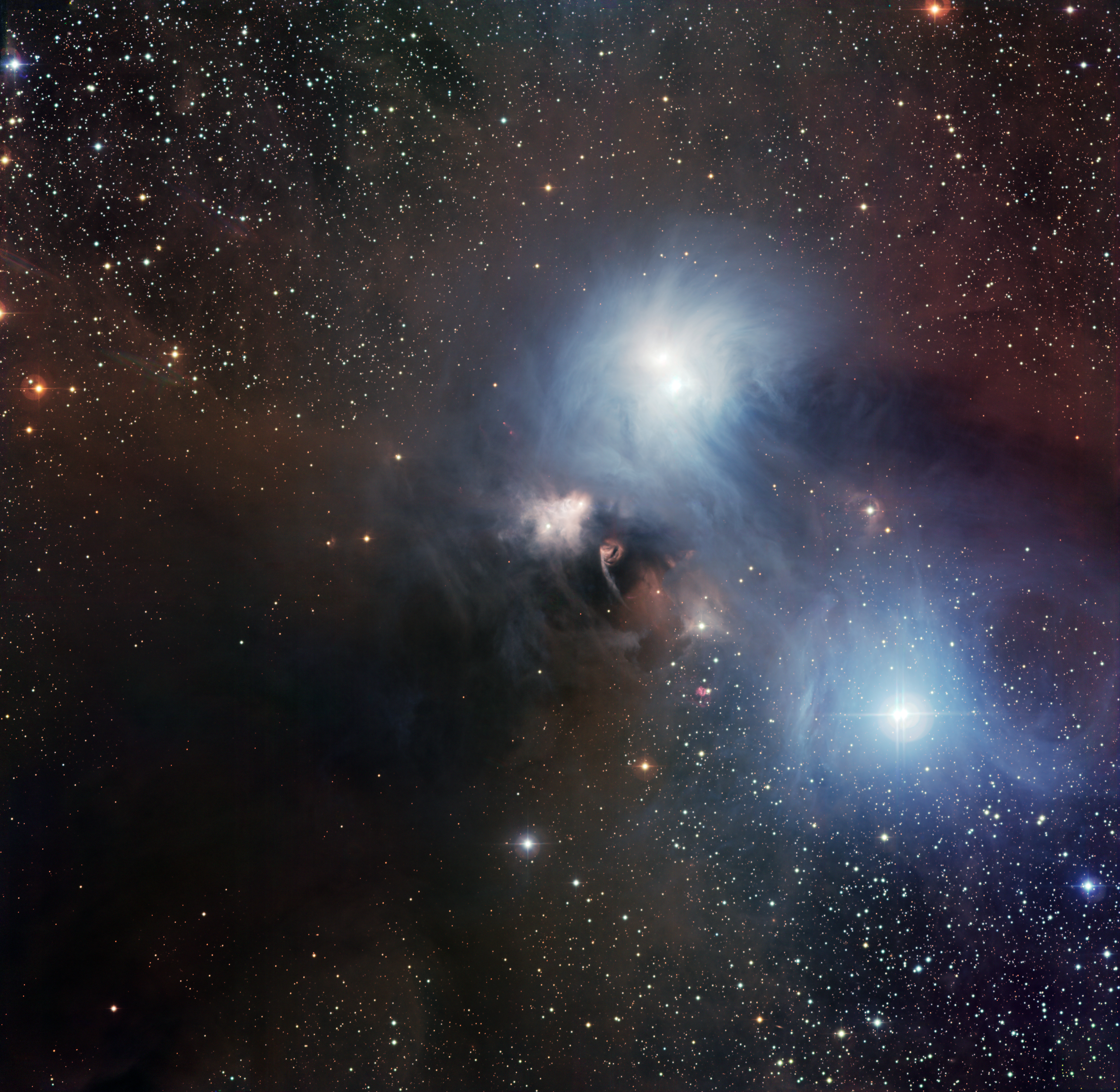
欧洲南方天文台拉西拉天文台广角成像仪拍摄的南冕座R区域。欧洲南方天文台称，“图中淡蓝色星云主要是尖埃颗粒反射星光”。“图像中部到左下角有明显的深色区块。星云内形成恒星，发出的可见光完全由尘埃吸收。加大观测波长才能发现这些天体，例如采用可检测红外辐射的相机”

星座北面的暗分子雲内含NGC 6729、NGC 6726–7、IC 4812等大量反射星雲，组成“南冕座分子云”，是约七千倍太阳质量的恆星形成区，包含赫比格-哈羅天體（原恆星）和形成时间很短的恒星。南冕座分子云是距太阳系比较近的恒星形成区，相隔约430光年（130秒差距）。1865年，约翰·弗里德里希·朱利叶斯·施密特发现分子云内的NGC 6726和NGC 6727，以及与分子云无关的NGC 6729。南冕星团距古爾德帶边缘约554光年（170秒差距），是研究恒星与原行星盤形成的重要天体。
南冕座R是亮度在9.7至13.9视星等闪烁的不规则蓝白变星，光谱等级B5IIIpe。该星非常年轻，还在积累星际物质。周边星云NGC 6729部分遮掩南冕座R，随星体发光变亮或变暗。望远镜观测发现NGC 6729的长度约为宽度五倍，经常用来和慧星对比。G型主序星南冕座S与南冕座R相距不远，属金牛T星。南冕座TY是照亮反射星云NGC 6726–7的不规则蓝白变星，亮度在8.7至12.4视星等范围变动，光谱等级B8e，星云亮度也随之变化。南冕座R、南冕座S、南冕座T、南冕座TY、南冕座VV是附近质量最大且最年轻的星体，而且都在喷射物质，令周围灰尘和气体聚集形成赫比格-哈羅天體，人类已在附近发现许多此类天体。NGC 6723球狀星團位于星云附近，实际属相邻的人马座，距离也要远得多。
鳌八与鳖七附近的Bernes 157也是暗星雲和恒星形成区，规模达55×18弧分，包含许多13等恒星，周边尘埃云令恒星亮度最多下降八等。
IC 1297是10.7视星等的行星状星云，用大功率业余天文设备观测时是绿色圆形天体，包围平均亮度12.9视星等的变星南冕座RU，后者还是WC级沃爾夫–拉葉星。IC 1297直径仅七弧秒，用目镜观察像是“带圆边的方形”，朝南北方向拉长。观测记录的星体颜色包括蓝、蓝绿、绿蓝。
南冕座位于银河附近，其中很难发现星系。11.2视星等的NGC 6768位于IC 1297以南35弧分，由两星系合并而成。其一是长长的E4级椭圆星系，另一个是S0级透鏡狀星系。12.9视星等的IC 4808星系位于南冕座与望远镜座边界，人馬座β西南偏西3.9度。IC 4808仅1.9弧分×0.8弧分规模，业余望远镜只能大概看出螺旋星系结构；星系朝东北至西南方向倾斜，中间比周围亮。
鳖十一东南、南冕座η西南的ESO 281-SC24疏散星团包含黄色九等星GSC 7914 178 1与五颗十或十一等星。密集球状星团NGC 6541坐落在鳖十一至尾宿五中途位置，亮度在6.3至6.6视星等闪烁，可用双筒或小型望远镜观察。NGC 6541直径约一百光年，离地约2.2万光年，估计约有140亿年历史。星团直径约占13.1弧分，大型业余望远镜可分辨其中部分天体，如12英寸望远镜就能辨别约百颗恒星，但还不足以观察核心位置。

### 流星雨
南冕座流星雨每年3月14至18日亮相，16日达到顶峰，尚无天頂每時出現率数据。1953和1956年人们分别发现每小时六或四颗流星，1955年基本没有发现。天文学家1992年发现每小时最高45颗流星，表明南冕座流星雨出现率每年都不一样。流星雨最多只出现六天，持续时间特别短，流星体又小，根本没有大型流星体。人类首次肉眼观测纪录是1935年，1955年首次用雷达观测。南冕座流星的进入速度是每秒45公里，2006年，輻射點位于南冕座β的流星雨得名南冕座β流星雨，与附近的五月显微镜座流星雨都在五月出现但轨迹不同，不大可能系出同源。

## 历史

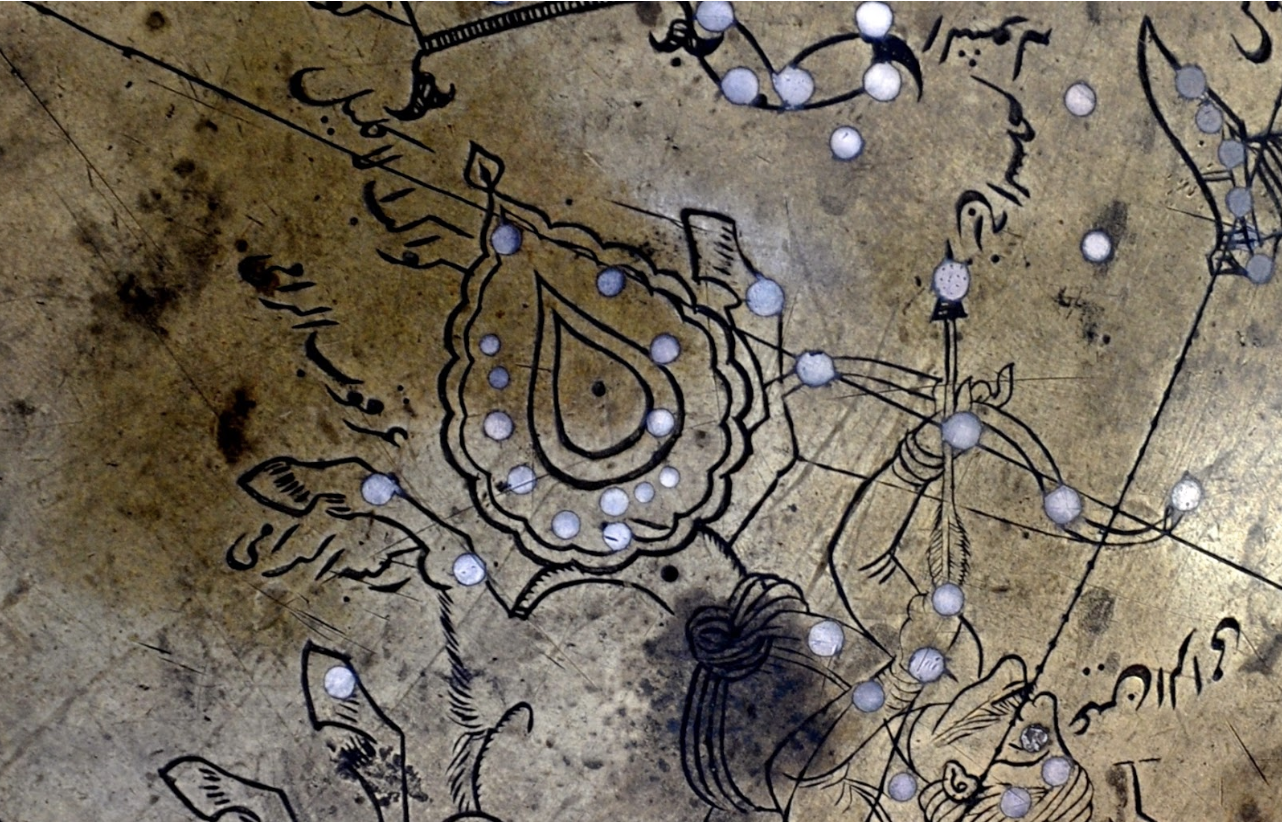
1632至1633年馬什哈德出产的玛努切赫尔地球仪上所印南冕座，瑞典阿迪尔诺收藏

古代美索不达米亚人可能在规范星表《纲要》里把南冕座记为“MA.GUR”，其位置与“SUHUR.MASH”（意为“山羊鱼”，指如今的摩羯座）接近，可能是现在的箕宿三。“MA.GUR”还与另外14颗星组成“恩基之星”。
公元前三世纪希腊启蒙诗人阿拉托斯的作品写到南冕座但未起名，而是称作“Στεφάνοι”（发音类似“斯蒂芬诺伊”）。公元二世纪希腊天文学家克劳狄乌斯·托勒密划分的星座包含鱉一，该星后划入望远镜座。托勒密把13颗星划入“Στεφάνος νοτιος”，意为“南方花环”，其他作者往往把这些星体划入人马座（从人马座头上掉落的星星）或半人马座，其中人马座当时称为“皇冠人马”。罗马人把南冕座称为“人马金冠”，公元五世纪又有“小天国”之称。18世纪法国天文学家熱羅姆·拉朗德为星座起名“Sertum Australe”（意为“南方花环”）和“Orbiculus Capitis”（意为“头球”），日耳曼诗人、作家菲利普·凯修斯把星座称为“Corolla”（“小皇冠”）或“Spira Australis”（“南方螺旋”），与《新約聖經》的永生之冠联系起来。十七世纪天体制图师尤利乌斯·席勒把南冕座与所罗门王冠关联。，部分文献不把南冕座当成人马座的皇冠，而是人马手中的箭。

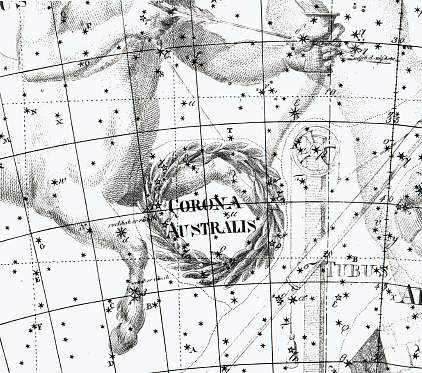
約翰·佛蘭斯蒂德《天体图集》所画的南冕座

据罗马神话记载，塞墨勒怀上朱庇特的孩子，嫉妒的朱诺设计陷害，导致塞墨勒主动要求看到宙斯的神姿后烧死。两人的孩子狄俄倪索斯成年后当上酒神，为纪念亡母而在天上放下的花环便是南冕座。
中国传统天文学把南冕座恒星划入北方玄武，星座人称天龟，西周时代表冬季开始。受歲差影响，以银河衡量季度变得更准确，取代天龟的作用。南冕座的阿拉伯语名包括“Al Ķubbah”（“乌龟”）、“Al Ĥibā”（“帐篷”）、“Al Udḥā al Na'ām”（“鸵鸟窝”），后得名“Al Iklīl al Janūbiyyah”，欧洲作家埃德蒙·奇尔马德、乔瓦尼·巴蒂斯塔·里乔利、凯修斯分别音译成“Alachil Elgenubi”（“阿拉奇尔·埃尔格努比”）、“Elkleil Elgenubi”（“埃克莱尔·埃尔格努比”）、“Aladil Algenubi”（“阿拉迪尔·阿尔格努比”）。
讲康姆语的南非桑人把南冕座称为“≠nabbe ta !nu”，意为蹄兔的居所，还认为星座恒星组成的图案是人们围绕火堆坐成半圆形。
澳大利亚维多利亚州西北部原住民维尔盖亚人把南冕座视为河鼓二掷出的回旋镖。中澳大利亞阿兰达人把星座看成装着婴儿的小篮子，据称是在银河起舞的天女意外遗落地球，篮子掉落并在愛麗斯泉以西175公里形成戈斯瑟斯布拉夫陨石坑。托雷斯海峡岛民认为南冕座与人马座部分恒星、再加天蝎座尾尖组成大星座，昴宿星團与獵戶座也有关联。南冕座恒星组成独木舟，昴宿星團代表船员，他们在未经船主许可的情况下用掉船上所有物资，愤怒的船长用绳把船员绑在船侧扔下水。天蝎座的尾巴代表鮣魚，箕宿四与鳖十一代表船底。富圖納島把南冕座称为“塔努马”，土亞莫土群島称为“纳考阿基通加”。

## 脚注
1. 1 2 3 4  IAU, The Constellations, Corona Australis.
2. ↑  IAUTransactions3.
3. ↑  IAU constellation list 1.
4. ↑  Schlesinger & Schilt 1932.
5. ↑  IAU constellation list 2.
6. ↑  Russell 1922，第469頁.
7. 1 2  Ridpath, Constellations.
8. 1 2 3  Malin & Frew 1995，第218頁.
9. ↑  Moore 2005，第202頁.
10. ↑  Moore, Stargazing 2000，第86頁.
11. ↑  Moore & Tirion 1997，第164頁.
12. 1 2 3 4 5  Ridpath & Tirion 2017，第126–127頁.
13. ↑  Falkner 2011，第100頁.
14. ↑  Bakich 1995，第130頁.
15. ↑  SIMBAD Mu Coronae Australis.
16. ↑  Wagman 2003，第114–115頁.
17. ↑  Allen 1963，第172–173頁.
18. 1 2 3  Kaler, Alfecca Meridiana.
19. 1 2  Bagnall 2012，第170頁.
20. ↑  SIMBAD Alpha Coronae Australis.
21. ↑  Royer, Zorec & Gómez 2007，第463頁.
22. ↑  SIMBAD Beta Coronae Australis.
23. 1 2 3 4  Kaler, Beta Coronae Australis.
24. 1 2 3 4  Moore & Rees 2011，第413頁.
25. ↑  SIMBAD LTT 7565.
26. ↑  SIMBAD HR 7226.
27. ↑  SIMBAD HR 7227.
28. ↑  Kaler, Epsilon Coronae Australis.
29. ↑  SIMBAD Epsilon Coronae Australis.
30. 1 2 3  Motz & Nathanson 1991，第254–255頁.
31. 1 2 3 4  Streicher 2008，第135–139頁.
32. ↑  SIMBAD HR 6953.
33. ↑  SIMBAD HR 6952.
34. ↑  SIMBAD Lambda Coronae Australis.
35. ↑  SIMBAD Zeta Coronae Australis.
36. ↑  SIMBAD Theta Coronae Australis.
37. 1 2  Ho Wynn C. G. et al. 2007.
38. ↑  Drake, Jeremy J. et al. 2002.
39. 1 2 3  Malin 2010.
40. ↑  Reipurth 2008，第735頁.
41. ↑  Steinicke 2010，第176頁.
42. ↑  Sicilia-Aguilar et al. 2008.
43. 1 2 3 4 5  O'Meara 2002，第164–165, 271–273, 311頁.
44. ↑  SIMBAD R Coronae Australis.
45. ↑  Bakich Podcast & 25 June 2009.
46. ↑  SIMBAD TY Coronae Australis.
47. ↑  Wang et al. 2004.
48. ↑  Coe 2007，第105頁.
49. ↑  Bakich 2010，第266頁.
50. ↑  Griffiths 2012，第132頁.
51. ↑  Moore, Data Book 2000，第367–368頁.
52. ↑  SIMBAD RU Coronae Australis.
53. 1 2  Bakich 2010，第270頁.
54. ↑  NASA/IPAC NGC 6768.
55. ↑  Bakich Podcast & 18 August 2011.
56. ↑  O'Meara 2011，第322頁.
57. ↑  Bakich Podcast & 5 July 2012.
58. ↑  Sherrod & Koed 2003，第50頁.
59. ↑  Weiss 1957，第300頁.
60. 1 2  Rogers & Keay 1993，第274頁.
61. ↑  Weiss 1957，第302頁.
62. 1 2  Ellyett & Keay 1956，第479頁.
63. ↑  Jenniskens 1994，第1007頁.
64. ↑  Jopek et al. 2010，第871–872頁.
65. ↑  Rogers 1998，第19頁.
66. ↑  Bakich 1995，第83頁.
67. ↑  Ridpath, Star Tales Corona Australis.
68. 1 2 3 4 5  Allen 1963，第172–174頁.
69. ↑  Simpson 2012，第148頁.
70. 1 2 3 4  Motz & Nathanson 1988，第254頁.
71. ↑  Staal 1988，第232–233頁.
72. ↑  AEEA 2006.
73. ↑  Porter1996，第35–36頁.
74. ↑  Lloyd 1873.
75. ↑  Hamacher & Frew 2010.
76. ↑  Hamacher & 28 March 2011.
77. ↑  Staal 1988，第223–224頁.
78. ↑  Makemson 1941，第281頁.